# Salinen von Sinan

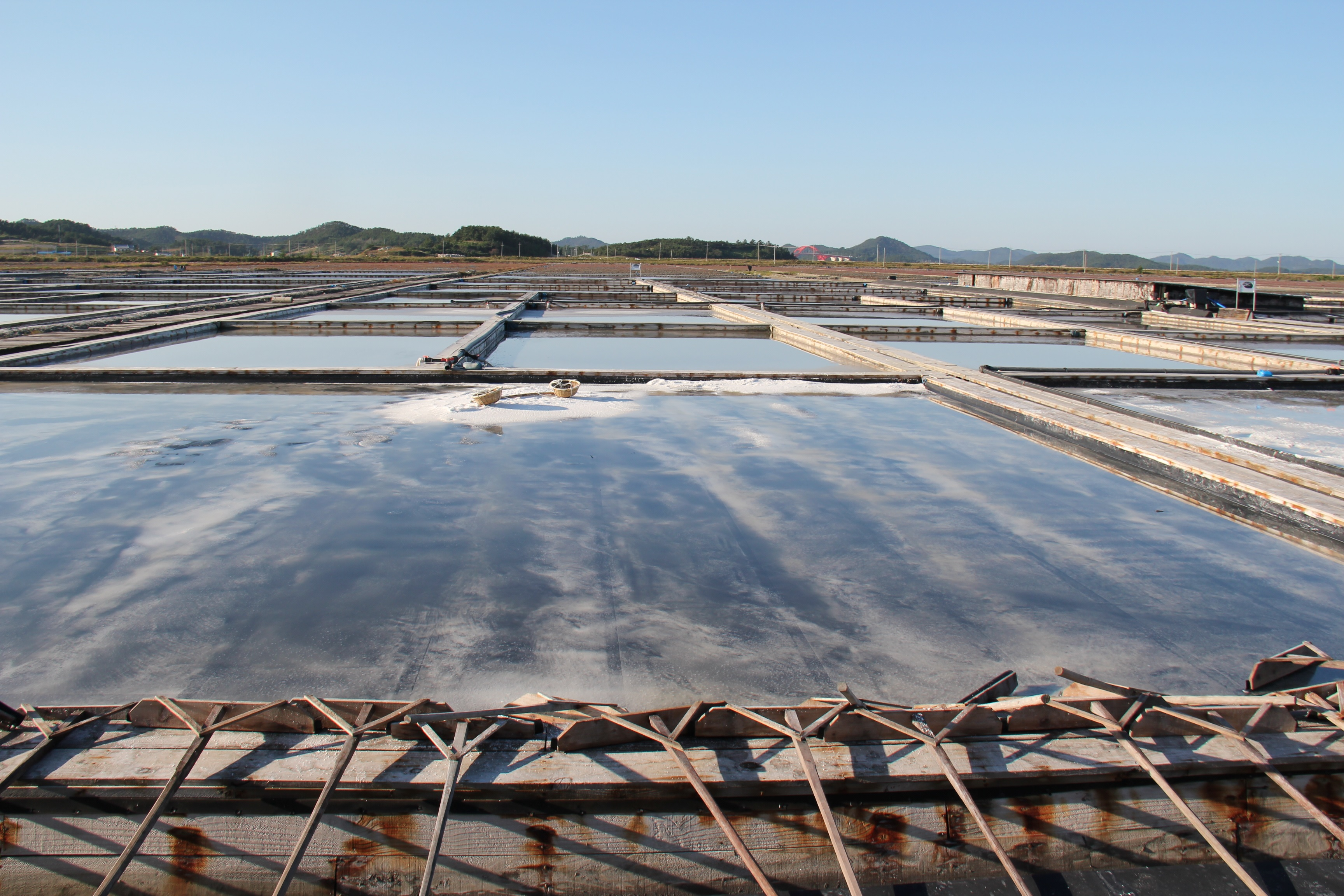
Die Salzfelder von Taepyeong (태평)

Die Salinen von Sinan sind Südkoreas größte Salzfelder zur Gewinnung von Meersalz. Von ihnen stammt 70 % des im Land unter Sonneneinwirkung produzierten Salzes.

## Geographie
Die Salinen des Landkreises Sinan-gun (신안군) befinden sich im Wattenmeer vor den Küsten der sieben Inseln Bigeumdo (비금도) (34° 46′ N, 125° 56′ O), Dochodo (도초도) (34° 42′ N, 125° 58′ O), Haeuido (하의도) (34° 36′ N, 126° 2′ O), Sangtaedo (상태도) (34° 35′ N, 126° 5′ O), Jangsando (장산도) (34° 39′ N, 126° 9′ O), Anjwado (안좌도) (34° 45′ N, 126° 8′ O) und Jeungdo (증도) (34° 53′ N, 126° 3′ O), vereinzelt aber auch auf den angrenzenden kleinen und größeren Inseln. Mittlerweile wird rund 44 % des Wattenmeers für die Salzproduktion genutzt.
Die Inseln befinden sich rund 85 km südwestlich von Gwangju (광주) an der Südwestküste der Provinz Jeollanam-do (전라남도).

## Geschichte
Salz durch die Verdunstung von Meerwasser unter Einwirkung von Sonne und Wind zu gewinnen, wurde in Sinan-gun erstmals im Jahr 1946 praktiziert, als Park Sam-man (박삼만), der während der Annexion Koreas durch Japan von den japanischen Besatzern zur Arbeit in den Salinen der Provinz Pyeongannam-do (평안남도) (heute Nordkorea) zwangsrekrutiert wurde und nach der Befreiung Koreas 1945 zurück auf seine Heimatinsel Bigeumdo kam, um dort mit der Salzgewinnung zu beginnen.
Traditionell wurde in Korea das Salz aus Meerwasser gewonnen, indem man das Wasser in Eisenkesseln erhitzte und so zur Verdunstung brachte. Die Salzgewinnung durch Sonneneinwirkung wurde 1907, drei Jahre vor der Annexion von den Japanern in Korea eingeführt und in dem zu Incheon (인천) gehörenden Juan (주안) versuchsweise in angelegten Salzgärten getestet.
Gurim Yeomjeon (구림 염전) auf Bigeumdo war der erste Salzgarten, der in den Provinzen Jeollanam-do (전라남도) und Jeollabuk-do (전라북도) offiziell anerkannt wurde. Bereits im Jahr 1948 gründeten rund 450 Familien eine Genossenschaft und legten vor Bigeumdo auf rund 100 Hektar die Salzgärten von Daedong Yeomjeon (대동 염전) an. Mit 226 Salzgärten erzielten sie einen Jahresumsatz von 10 Mrd. Won, was heute rund 7,7 Mio. Euro ausmachen würde.
Nach dem Ende des Koreakriegs im Jahr 1953 wurden Kriegsflüchtlinge zur Landgewinnung, zum Deichbau und zur Anlage von Salzfeldern herangezogen. So entstanden etwa mit den Salzfeldern von Daepyeong Yeomjeon (대평 염전) die Vorgänger der Taepyeong Yeomjeon (태평 염전). Diese bilden heute mit einer Fläche von 300 Hektar den größten Salzgarten des Landes, der mit einer Jahresproduktion von 16.000 Tonnen Salz 6 % der landesweiten Salzproduktion abdeckt.

## Salzproduktion
Die Produktion von Meersalz in den Salinen von Sinan erfolgt in den Monaten April bis Oktober, wobei in den Monaten Mai bis September Hochsaison ist. In den Wintermonaten November bis März ruht die Produktion und die Salzbauern setzen ihre Anlagen instand, reparieren die Deiche und reinigen die Salzfelder, wobei die Böden mindestens auf eine Tiefe von 10 cm umgegraben werden müssen, um Moosbildung zu verhindern und für eine gute Bodendurchlüftung zu sorgen.
Die Saison wird seit 2008 jedes Jahr am 28. März eröffnet, als Erinnerung an den Tag des Jahres 2008, als das Meersalz von Sinan nicht mehr als Mineral eingestuft wurde, sondern als Lebensmittel gehandelt werden konnte. Um aus dem Meerwasser, das einen Salzgehalt von 3 % aufweist, Salz zu gewinnen, wird das Wasser zunächst in ein Ablagerungsbecken gelassen. Dort können sich Sedimente und ungewünschte Schwebstoffe ablagern. Anschließend wird das Wasser nacheinander in die verschiedenen Verdunstungsbecken geleitet, wonach es in sich wiederholenden Prozessen bis auf einen Salzgehalt von 25 % gebracht wird. In dem nun folgenden Verdunstungsprozess, der in dem finalen Kristallisationsbecken abläuft, bleibt das Meerwasser rund 20 Tage, bis es geerntet werden kann. Zunächst bildet sich eine Salzkristallschicht, die Salzblume genannt wird. Sinkt diese zu Boden, beginnen die Kristalle in den Hohlräumen des Gebildes zu wachsen. Ein trockener Nord- bis Nordwestwind fördert diesen Prozess, feuchter Wind schadet ihm eher und der Qualität und bei Regen muss das Meerwasser in bereitstehende Tanks gerettet werden. Nachdem das Salz aus den Salinen geerntet worden ist, wird es in speziell eingerichteten Lagerhallen getrocknet, damit die sogenannte Mutterlauge entweichen kann.
Das Salz hat einen hohen Mineralgehalt und ist aufgrund topographischer Gegebenheiten (viele Sedimentablagerungen) stark mit organischen Substanzen angereichert. Es besitzt fünf verschiedene Geschmacksnoten und ist wegen seiner besonderen Beschaffenheit und aufgrund koreanischer gehobener Geschmacksansprüche das ideale Salz für die Herstellung von fermentiertem Gemüse, Kimchi (김치) genannt.

## Tourismus
Die Salzgärten von Taepyeong Yeomjeon auf Jeungdo stellen heute die größten Salinen der Inselgruppe von Sinan dar. Seit einiger Zeit können Besucher auf hölzernen Pfaden die Salzfelder und Anlagen begehen und sich über die Salzproduktion vor Ort informieren lassen.

## Kulturelles Erbe
Die Anlage von Taepyeong Yeomjeon wurde 1997 in Südkorea als modernes Kulturerbe registriert. Die Salinen von Sinan-gun und Yeonggwang-gun, nordöstlich der Inseln gelegen, wurden von der koreanischen Administration am 11. Januar 2010 bei der UNESCO als Weltkulturerbe vorgeschlagen und in die sogenannte Tentative List eingetragen.